# 1-Ethinyl-1-cyclohexanol
1-Ethinyl-1-cyclohexanol (kurz: ECH) ist eine organisch-chemische Verbindung aus der Stoffgruppe der Alkohole, genauer der Alkinole.

## Gewinnung und Darstellung
Die großtechnische Synthese von 1-Ethinyl-1-cyclohexanol erfolgt nach dem Reppe-Verfahren (Ethinylierung). Dabei reagiert Acetylen mit Cyclohexanon unter basischer Katalyse in Gegenwart von flüssigem Ammoniak bei tiefen Temperaturen direkt zu 1-Ethinyl-1-cyclohexanol. Als Basen werden meist Alkalihydroxide wie Natrium- oder Kaliumhydroxid verwendet.
Mechanistisch betrachtet deprotoniert zunächst die Base das Acetylen. Es entsteht ein Acetylid-Ion, das nun nucleophil die positiv polarisierte Carbonylgruppe des Cyclohexanons angreifen kann. Intermediär bildet sich dabei ein Alkoholat, welches durch das zuvor abgespaltene Wasserstoffatom nun protoniert wird.

## Eigenschaften

### Physikalische Eigenschaften
1-Ethinyl-1-cyclohexanol hat eine Dichte von 0,976 g/cm3 bei 20 °C. Außerdem weist ECH einen Dampfdruck von 40 Pa bei 20 °C, 80 Pa bei 25 °C und 3,8 hPa bei 50 °C auf.

### Chemische Eigenschaften
1-Ethinyl-1-cyclohexanol ist eine brennbare, schwer entzündbarer Feststoff aus der Stoffgruppe der Alkohole. Zudem ist er schwer  löslich in Wasser (24,5 g/l bei 20 °C). Bei 20 °C weist eine wässrige Lösung der Konzentration 1 g/l einen pH-Wert von 7, eine wässrige Lösung der Konzentration 24,5 g/l einen pH-Wert von 5,1–5,8 auf.

## Verwendung
1-Ethinyl-1-cyclohexanol wird zur Synthese von Hypnotika und Sedativa (zum Beispiel Ethinamat) eingesetzt. Des Weiteren werden aus ihm auch Riech- und Duftstoffe hergestellt. Ferner findet er auch vielfältige Anwendung in der Biologie, als auch zur Herstellung von Silikone, Kunststoffen, Polymeren und Fasern.

## Sicherheitshinweise
Von 1-Ethinyl-1-cyclohexanol gehen akute und chronische Gesundheitsgefahren aus. Er wird als akut toxisch bei Verschlucken oder Hautkontakt eingestuft. Außerdem sind schwere Reizwirkungen auf die Haut und Augen bestätigt.
1-Ethinyl-1-cyclohexanol gilt als schwach wassergefährdend. Für den Straßentransport gelten im Rahmen des Europäischen Übereinkommens über die internationale Beförderung gefährlicher Güter auf der Straße besondere ADR-Vorschriften. 1-Ethinyl-1-cyclohexanol fällt in die ADR-Klasse 6.1 für giftige Stoffe und bekommt die UN-Nummer 2811, sowie die Gefahrnummer 60 zugeteilt. Die Bezeichnung für internationale Straßen- und Bahntransporte lautet „Giftiger organischer fester Stoff, n.a.g.“.